# NGC 6532
NGC 6532 ist eine 14,0 mag helle Spiralgalaxie vom Hubble-Typ Sc im Sternbild Drache am Nordsternhimmel. Sie ist schätzungsweise 255 Millionen Lichtjahre von der Milchstraße entfernt und hat einen Durchmesser von etwa 130.000 Lichtjahren.
Das Objekt wurde am 19. September 1886 von Edward D. Swift entdeckt.